# 1720
1720 (MDCCXX) fue un año bisiesto comenzado en lunes en el calendario gregoriano.

## Acontecimientos
- 1 de febrero: Suecia y Noruega firman la Paz de Estocolmo, que pone fin a la Segunda Gran Guerra del Norte.
- 10 de febrero: en Londres se nombra a Edmund Halley como astrónomo real.
- 17 de febrero: se firma el Tratado de La Haya que puso fin a la Guerra de la Cuádruple Alianza.
- 29 de febrero: en Suecia, la reina Ulrica Leonor abdica en favor de su cónyuge, Federico de Hesse.
- 24 de marzo: en Suecia, Federico de Hesse es electo rey.
- 3 de mayo: en Suecia, Federico de Hesse es coronado rey.
- 20 de octubre: son capturados los piratas Calicó Jack, Anne Bonny y Mary Read.
- 31 de octubre: a 30 km de la ciudad de Tainan (Taiwán) y en China se registra un terremoto de 6,8 grados de la escala sismológica de Richter (I=9), que deja un saldo de «muchos» muertos.
- Fracasa el Sistema de Law.
- China obtiene el poder supremo en Mongolia y Tíbet.
- J.S.Bach compone la Fantasía y Fúga Cromática en Re menor.
- Se produce el brote de peste bubónica conocido como El terror de Marsella, último brote de peste bubónica en Europa Occidental.
- Inicia su carrera militar Juan Antonio de Mendoza.

## Nacimientos
- 7 de enero: José Bernardo de Gálvez y Gallardo, militar y político español (f. 1787).
- 13 de enero: Richard Hurd, escritor inglés y obispo de Worcester.
- 11 de mayo: Barón de Münchhausen, militar, aventurero y escritor mitómano alemán.
- 18 de agosto: Laurence Shirley, aristócrata («4.º conde de Ferrers») y político británico-inglés (f. 1760), famoso por ser el último «par» en ser ahorcado, tras ser condenado por el asesinato de su mayordomo.[1]
- 14 de octubre: Giovanni Battista Piranesi, grabador italiano (f. 1778).
- 17 de octubre: Geneviève Thiroux d’Arconville, escritora y anatomista francesa (f. 1805).

## Fallecimientos
- 18 de noviembre: Jack Rackham "Calicó Jack", pirata.
- 29 de diciembre: María Winkelmann-Kirch, astrónoma alemana (f. 1670).
- Jón Vídal'in, obispo y escritor islandés.